# Артёменко, Александр Николаевич
Алекса́ндр Никола́евич Артёменко (1922—1979) — младший лейтенант Советской Армии, участник Великой Отечественной войны, Герой Советского Союза (1943).

## Биография
Александр Артёменко родился 1 января 1922 года в селе Солидарное (ныне — Белокуракинский район Луганской области) в крестьянской семье. Окончил девять классов школы.
В августе 1941 года Александр Артёменко был призван на службу в Рабоче-крестьянскую Красную Армию. С февраля 1943 года — на фронтах Великой Отечественной войны. В 1943 году вступил в ВКП(б).
К осени 1943 года ефрейтор Александр Артёменко был наводчиком противотанкового орудия 150-й танковой бригады 60-й армии Воронежского фронта. Отличился во время битвы за Днепр, при захвате плацдарма севернее Киева и его расширении. 6 октября 1943 года во время отражения контратаки немецких подразделений у хутора Мордвин Чернобыльского района Киевской области Артёменко уничтожил танк, 2 орудия и 3 автомашины с пехотой.
Указом Президиума Верховного Совета СССР от 17 октября 1943 года ефрейтор Александр Артёменко был удостоен высокого звания Героя Советского Союза с вручением ордена Ленина и медали «Золотая Звезда». В 1946 году в звании младшего лейтенанта был уволен в запас.
После увольнения работал старшим мастером, затем заместителем директора Солидарненского хлебоприёмного пункта. Был также награждён орденами Отечественной войны 2-й степени, Красной Звезды, рядом медалей.
Умер 6 июля 1979 года. Похоронен в селе Солидарное.